# Spøgelsesaber
Spøgelsesaber (Tarsiidae) er en familie af primater. Det er små nataktive, trælevende dyr, der er udbredt på øer i Sydøstasien. Kendetegnende er de påfaldende store øjne, det meget bevægelige hoved og de lange bagben, der bruges til lange spring. Alt i alt en unik gruppe af primater. Tidligere blev de regnet som halvaber, men det vides nu at de er nærmere beslægtet med aberne, og danner sammen med disse underordnen Haplorhini. I øjeblikket kendes 11 arter, der bliver opdelt i tre slægter.

## Beskrivelse
Spøgelsesaber er meget små primater. Længden af kroppen er mellem 9 og 16 centimeter, halen er med 13-28 cm næsten dobbelt så lang. Vægten af de fleste arter ligger mellem 90 og 130 gram. Pygmæspøgelsesaben (Tarsius pumilus) vejer kun op til 50 gram, og de tungeste arter kan veje 150 gram. Pelsen er kort og silkeblød og overvejende grå, men kan variere fra gråbrun over rødbrun til gulorange. Bugen er normalt noget lysere, ofte hvidlig eller lysegrå.
Hænderne er relativt store. Tommelfingrene er ikke modstillet de andre fingre. På undersiden af fingerspidserne findes skiveformede puder. Bagbenene er stærkt forlængede, i forhold til kroppen har spøgelsesaber de længste bagben af alle primater. Skinneben og lægben er sammenvokset forneden, hvilket tjener til at stabilisere anklen, der er modificeret på en måde så den næsten kun tillader at kunne bøjes som et hængsel, og ikke tillader rotation. Talus og hælben er stærkt forlænget. Det er denne specielle bygning af fodrodsknoglerne (tarsus), der har givet spøgelsesaberne det videnskabelige slægtsnavn Tarsius. Anden og tredje tå bærer kløer, resten af fingrene og tæerne har negle.
Den lange hale tjener dels til at holde balancen under spring og dels anvendes den som støtte, når dyret i lodret position klamrer sig til en smal træstamme, hvilket er nødvendigt fordi tommelfingeren ikke er modstillet og storetåen er forholdsvis lille og svag. Halens behåring er forskellig fra art til art. Hos de fleste arter findes kun en hårdusk i spidsen og hos den filippinske spøgelsesabe (Carlito syrichta) er halen helt hårløs.
Hovedet virker afrundet på grund af den korte snude og det sidder på en meget kort hals. Det kan roteres næsten 180 grader i begge retninger takket være særlige halshvirvler. Spøgelsesaber har i forhold til deres krop de største øjne af alle pattedyr. Øjeæblet har en diameter på onkring 16 millimeter og er dermed større end hjernen. Øjnene sidder i øjenhuler, der er bygget på lignende vis som abernes. Ørerne er forstørret som hos flagermus, de er tynde, meget bevægelige og mest ubehårede. Spøgelsesaber kan skelne lyde med en frekvens op til 91 kHz, hvilket tjener til at orientere sig og lokalisere bytte. Som hos alle primater i underordnen Haplorhini er næsen uden rhinarium og overlæben er uspaltet og bevægelig.
Tandformlen hos spøgelsesaberne er 2.1.3.31.1.3.3, altså 34 tænder. Unikt blandt primater er det, at der i undermunden i alt kun er to fortænder. De to mellemste af de øverste fortænder er store ligesom hjørnetænderne. Kindtænderne har høje, spidse kroner, og også fortænderne er tilspidsede. Tænderne er tilpasset til at kunne knuse insekternes hårde exoskelet.

### Karaktertræk i forhold til aber og halvaber
Spøgelseaber er en usædvanlig gruppe inden for primaterne. De besidder ikke træk, der tilfredsstillende placerer dem blandt aber eller halvaber. Spøgelsesaber besidder både træk fra aber og træk fra halvaber, samt selvstændige afledte træk. Konvergens er almindeligt i naturen. Flere af spøgelsesabernes træk er konvergente.
Træk der deles med halvaber:
- forbindelsen (symfysen) mellem kæbens to nedre halvdele er ikke forbenet
- kindtænderne har høje kroner
- renseklo på anden tå, dog har spøgelsesaber også klo på tredje tå
- to eller tre par brystvorter
- livmoderen er todelt (uterus bicornis)
- der findes en tredje trochanter på lårbensknoglen (femur)

Træk der deles med aber:
- central fordybning (fovea) i øjets gule plet
- ingen tapetum lucidum, det reflekterende lag bag øjets nethinde
- kraniets øjenbrynsbue er næsten lukket bagtil
- trommebenet i øret er uden for bulla (trommebenet er et rør)
- tænderne minder om abers, bl.a. mangler tandkam
- fostrets blod er via moderkagen i tæt kontakt med moderens blod (placenta hemochorialis)

Unikke træk:
- store hænder og fødder
- lange ben og ankler. Tibia og fibula (skinneben og lægben) er delvist vokset sammen
- meget store øjne (større end såvel hjerne som mavesæk)

Træk delt med halvaber er alle primitive. Træk delt med aber og de unikke træk er alle afledte. Dette tyder på en fælles forfader med aberne og ikke med halvaberne.

## Udbredelse
Spøgelsesaber lever på øerne i det sydøstlige Asien. Deres udbredelsesområde omfatter det sydlige Sumatra, Borneo, de sydlige Filippiner og øen Sulawesi – inklusiv nærliggende øer. På baggrund af deres udbredelse kan man skelne mellem tre artsgrupper, der også delvist adskiller sig fra hinanden i kropsbygning og adfærd: Sunda-gruppen (på Sumatra og Borneo), Filipiner-gruppen og Sulawesi-gruppen. De to førstnævnte grupper har hver kun en enkelt art, mens resten af arterne findes i Sulawesi-gruppen. Spøgelsesaber er ud over makakaber og mennesker de eneste primater, der har overskredet Wallace-linjen. Alle andre primater forekommer kun vest for den biogeografiske skillelinje mellem Borneo og Sulawesi.

## Levevis
Disse dyr forekommer på flere forskellige slags levesteder. De findes især i skove som f.eks. regnskove, bjergskove, galleriskove og mangroveskove, men også i sumpområder og tætte bambustykninger. Generelt foretrækker de områder med tæt underskov og har behov for at kunne finde tæt vegetation til deres sovepladser. De fleste findes fra havniveau og op til 1500 meters højde. Kun pygmæspøgelsesaben forekommer formodentlig kun mellem 1800 og 2200 meter over havet.
Ved solnedgang vågner dyrene og begynder deres aktivitetsfase, der først slutter kort efter solopgang.
På deres natlige strejftog holder spøgelsesaberne sig nær jorden, ofte kun 30 til 60 centimeter over jorden, over 2 meter kommer de sjældent. Deres bevægemåde er en stærkt specialiseret "lodret klatren og springen". Deres foretrukne habitat er tynde lodrette træstammer eller grene. Takket være deres omdannede bagben kan de springe op til 5 meter (dog med tab af højde).

### Føde
Spøgelsesaber er udelukkende kødædere – de er dermed de eneste primater, der ikke æder nogen form for planter. En vigtig fødebestanddel er insekter, såsom biller, kakerlakker, græshopper, sommerfugle, cikader, termitter, myrer og andre. I forskellig grad tager de også andre hvirvelløse dyr som edderkopper og krabber, nogle gange også mindre hvirveldyr som flagermus, frøer, fugle og slanger. Med deres store fingre kan de fange byttet i luften; derudover kan de med et stort spring overmande et offer. Når de har dræbt byttet ved bid, sætter de sig på en gren og fortærer det med hovedet først mens de holder det i hænderne.

### Formering
Efter en drægtighedsperiode på 180 til 190 dage (cirka seks måneder) føder hunnen som oftest en enkelt unge. Drægtighedsperioden er meget lang for et dyr af denne størrelse. Derfor er ungen ved fødslen stor og veludviklet. Den har allerede 20 til 33 procent af vægten for en voksen, er dækket af pels og har åbne øjne.
Det er mest hunnen der står for pasningen af ungen. For arter der lever i gruppe på Sulawesi kan dog også andre gruppemedlemmer, især halvvoksne hunner, hjælpe med pasningen. De bærer ungen, leger med den og plejer dens pels.
I en alder af cirka 80 dage fravænnes ungen. For arter der lever i grupper må hanner og hunner forlade den gruppe, hvori de er født. Kønsmodenheden indtræffer i en alder af et eller to år. Den højeste alder for et dyr i fangenskab var over 16 år. Levetiden for dyr i naturen kendes ikke.

## Arter og slægter
De 11 arter af spøgelsesaber:
- Slægt Carlito
  - Filippinsk spøgelsesabe (Carlito syrichta)
- Slægt Cephalopachus
  - Vestlig spøgelsesabe (Cephalopachus bancanus)
- Slægt Tarsius
  - Dians spøgelsesabe (Tarsius dentatus)
  - Lariang-spøgelsesabe (Tarsius lariang)
  - Peleng-spøgelsesabe (Tarsius pelengensis)
  - Pygmæspøgelsesabe (Tarsius pumilus)
  - Sangihe-spøgelsesabe (Tarsius sangirensis)
  - Østlig spøgelsesabe (Tarsius tarsier)
  - Siau-spøgelsesabe (Tarsius tumpara)
  - Wallaces spøgelsesabe (Tarsius wallacei)
  - Makassar-spøgelsesabe (Tarsius fuscus)

## Evolution
Spøgelsesaber stammer fra en dagaktiv forfader. Før øvrige Haplorhini opstod, var der en ukendt variation i dagaktive primater. At spøgelsesaben er blevet nataktiv, har nok været dens redning fra uddøen.[kilde mangler]
Der er udbredt enighed om, at spøgelsesaben gennem mange millioner år har haft en selvstændig evolution bl.a. i forhold til øvrige Haplorrhini. Der kendes ukomplette fossiler helt tilbage til eocæn, der minder meget om spøgelsesaberne. Det er endnu uklart om spøgelsesaben af i dag er beslægtet med primater, der er 50 mio år gamle, det vil sige de den uddøde slægt Xanthorhysis og de to uddøde arter Tarsius eocaenus og Tarsius thailandica.